# Ban'ei

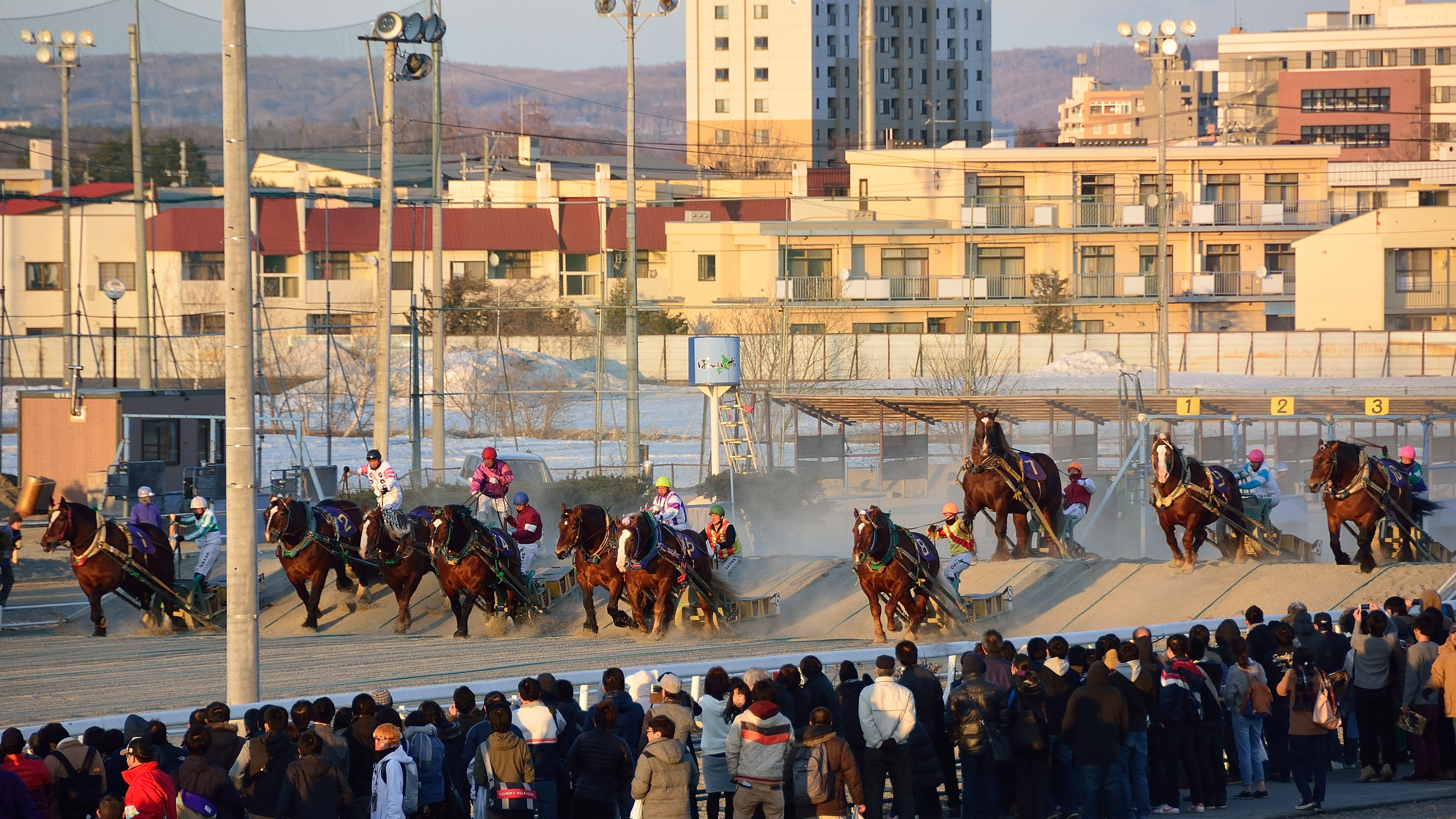
Ban'ei Rennen auf der Rennbahn in Obihiro

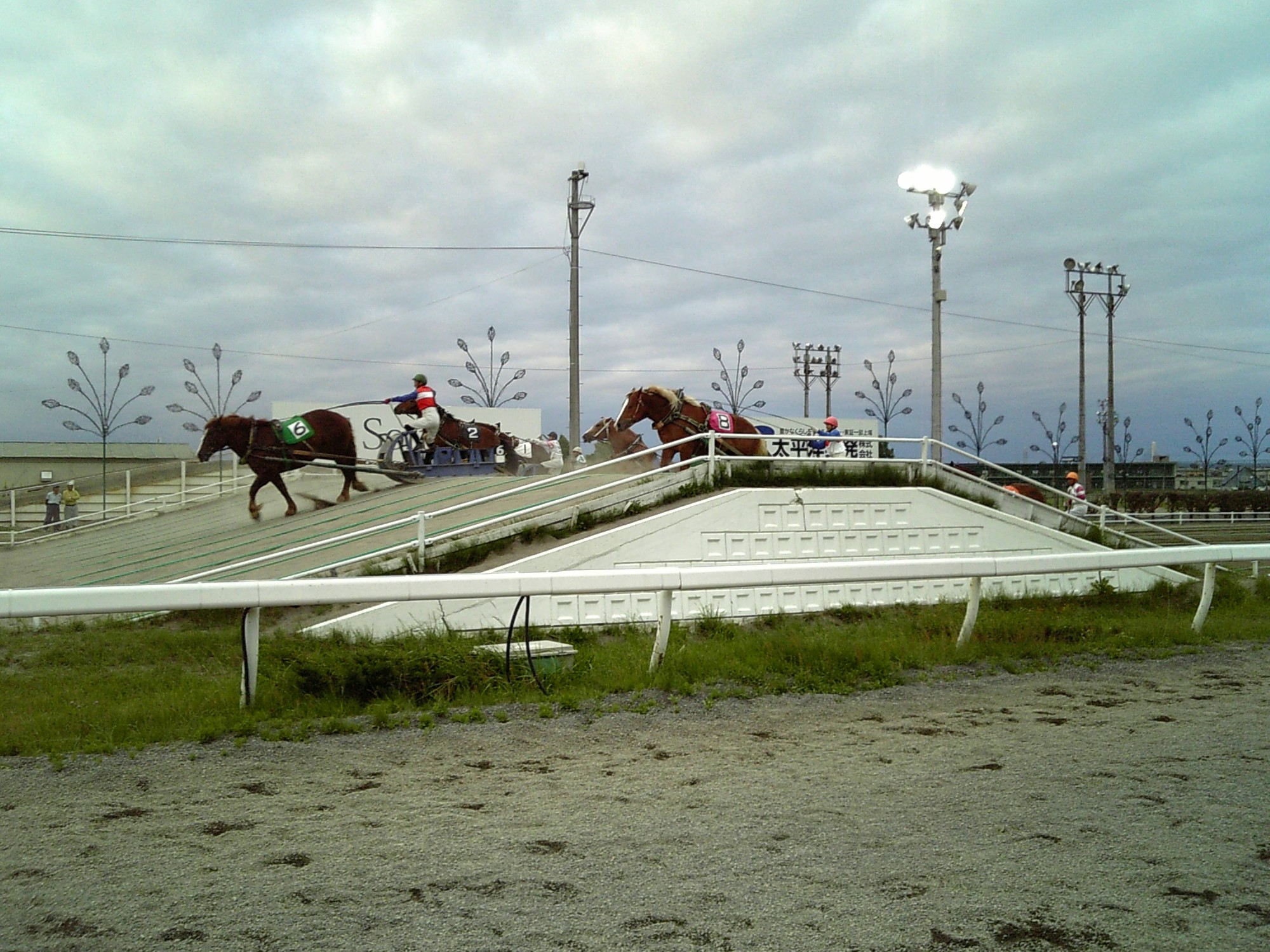
Sandrampe

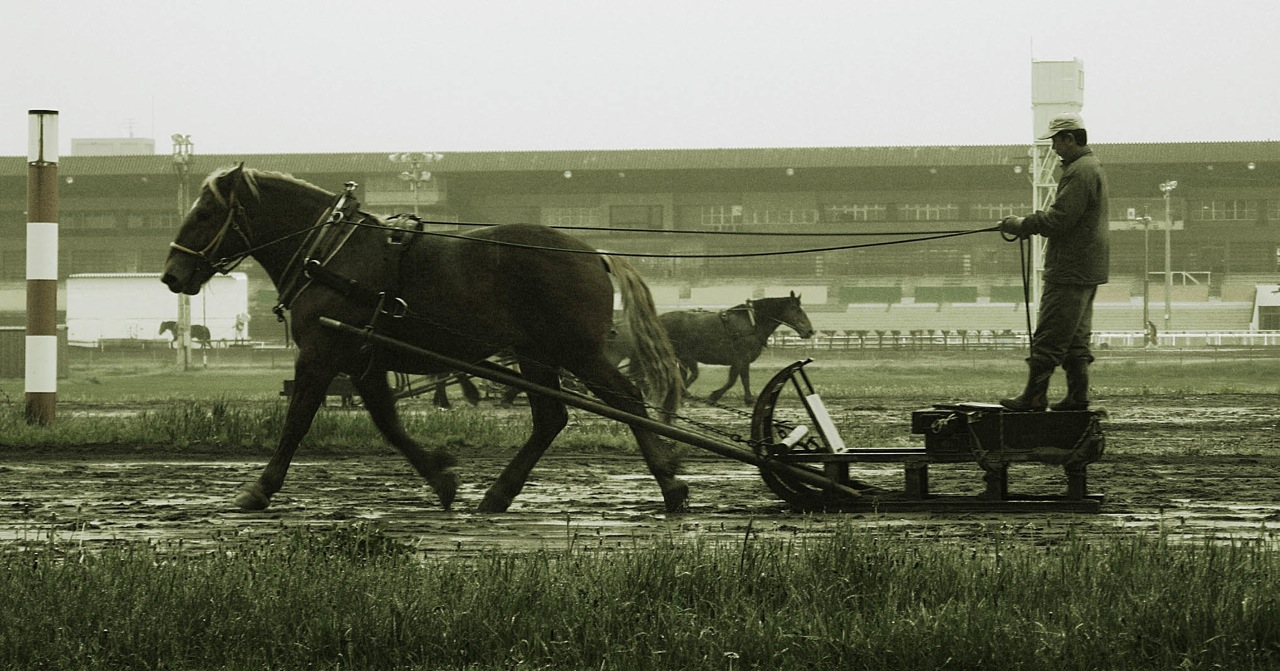
Training

Ban'ei (auch Ban'ei Keiba) sind japanische Pferderennen für den schweren Zug, die auf Sand ausgetragen werden. Dabei ziehen Kaltblüter stählerne Schlitten, die bis zu einer Tonne wiegen, über sandbedeckte Rampen. Sie werden von einem Fahrer gelenkt, der auf dem Schlitten steht und sie mit Schlägen mit dem Leinenende antreibt. Es gewinnt das Gespann, das als erstes die Ziellinie vollständig überquert. Die Zuschauer schätzen die Kraft der ruhigen und massigen Zugpferde. Ban'ei werden vorwiegend in der Wintersaison abgehalten.
Die Rennen verlaufen über eine 200 m lange gerade Sandbahn. Die Bahnen für die einzelnen Pferde sind mit auf dem Boden liegenden Seilen abgetrennt. Auf der Strecke befinden sich zwei mit Sand bedeckte Rampen, die überwunden werden müssen. Die erste Rampe ist 1 m hoch, die zweite Rampe ist 1,70 m hoch.

## Geschichte
Ban'ei entwickelte sich als Sport in der späten Meiji-Zeit um 1900 auf der großen nördlichen Insel Hokkaido. Die Bauern in der Gegend ließen ihre Arbeitspferde während verschiedener Festivals gegeneinander antreten, um zu sehen, welches das stärkste und schnellste Pferd ist. Seit 1946 kann auf Ban'ei offiziell gewettet werden. In der Folge wurden sie immer beliebter, vor allem auf Hokkaido und im nördlichen Teil der japanischen Hauptinsel Tohoku. 1953 wurden in vier Städten auf Hokkaido regelmäßig Rennen veranstaltet: Kitami, Asahikawa, Iwamizawa und Obihiro. 2007 wurden aufgrund sinkender Beliebtheit in den ersten drei Städten die regelmäßigen Rennen eingestellt.

## Rennen
Die japanische National Association of Racing (NAR) veranstaltet Ban'ei-Rennen auf der Rennbahn in Obihiro, regelmäßig am Samstag, Sonntag und Montag, sowie an Feiertagen wie Neujahr. 2015 waren 670 Pferde registriert, es wurden an 150 Renntagen 1670 Rennen mit insgesamt rund 280 000 Zuschauern veranstaltet. Ein wichtiges Rennen ist das Ban'ei Kinen. Das Odds Park Cup wurde für den Sponsor Softbank, einen Mobilfunkkonzern, ins Leben gerufen. Die NAR vergibt eine jährliche Auszeichnung für das beste Ban'ei Pferd.
Die regionalen Rennen werden Ban'ei Koshien genannt. In Europa konnte der Sport bisher nicht Fuß fassen.

## Pferde
Für Jährlinge werden im Oktober regionale Ban'ei Koshien Rennen mit geringeren Zuglasten (z. B. 350 kg) ausgetragen. Zwischen April und August werden die Zweijährigen gemustert, danach können sie in Ban'ei-Rennen starten. Pferde, die die Musterung nicht bestehen kommen zurück zum Züchter, werden für Veranstaltungen oder den Tourismus verwendet. Ehemalige Ban'ei-Pferde, die nicht in die Zucht gehen, werden meist geschlachtet.

## Ban'ei Keiba

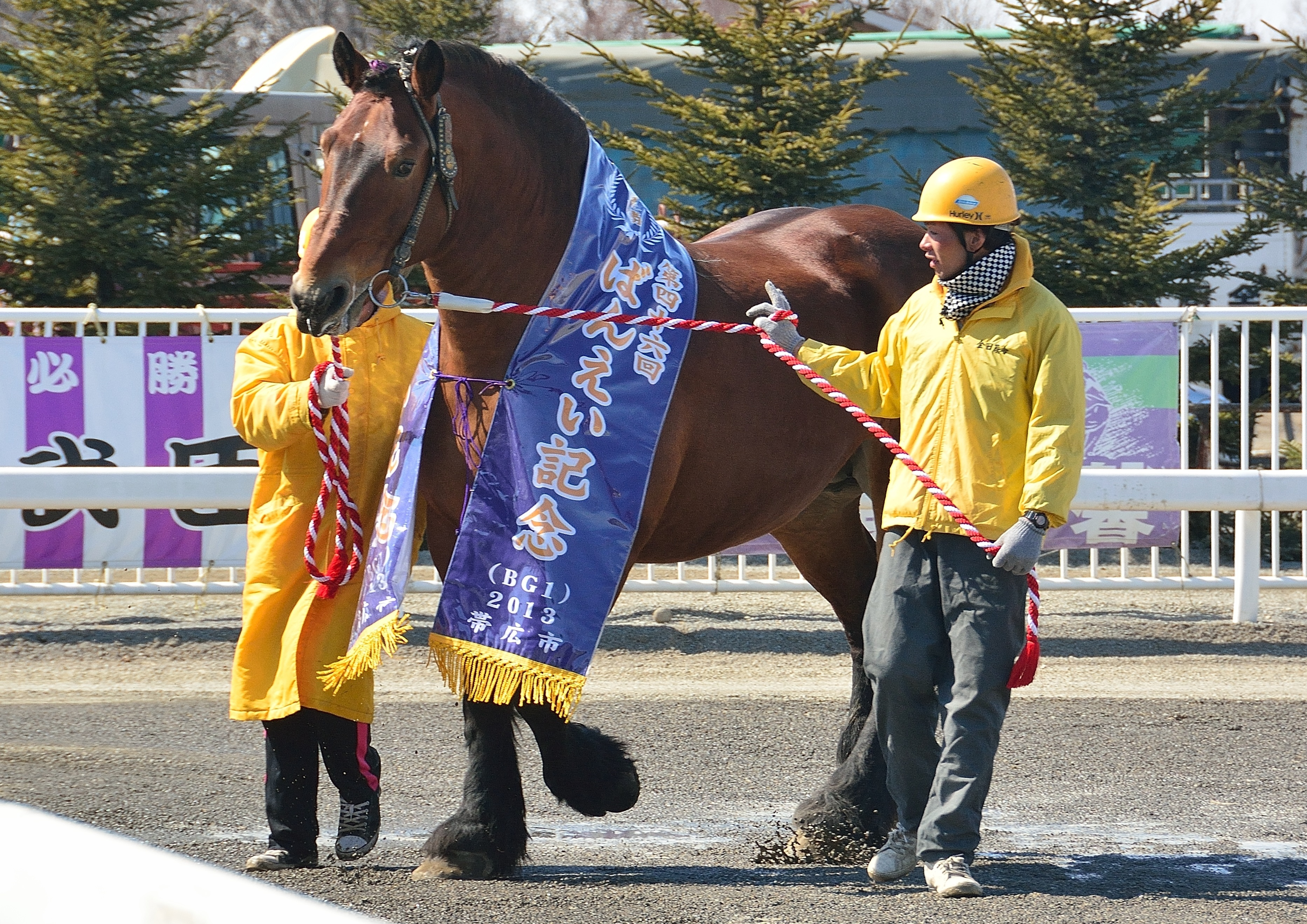
Ban'ei Keiba

Das Japanische Zugpferd, ein schwerer Kaltblüter, wurde auf der Grundlage eines einheimischen Stutenstamms mit europäischen importierten Kaltbluthengsten entwickelt. Die Pferde wurden ursprünglich in der Landwirtschaft, zur Pferdefleisch-Gewinnung und für die Ban'ei verwendet. Der Schwerpunkt der japanischen Kaltblutzucht liegt auf Hokkaido.
Für das Ban'ei Keiba wird ein offenes Stutbuch geführt, alle Farben sind zugelassen. Zuchtziel ist ein mittelgroßes Arbeitspferd im Zugpferdetyp mit großer Zugkraft. Es ist keine besondere Prävalenz für Erbkrankheiten bei den Ban'ei bekannt.
Die Japan Equine Affairs Association JEAA lässt in ihrer Funktion als Zuchtverband für das Ban'ei Keiba folgende Kaltblutrassen für die Zucht zu:
Clydesdale,
Shire,
Ardenner,
Belgisches Kaltblut,
Bretone, Boulonnais und Percheron. Je nach Abstammung haben sich ein Belgischer, ein Bretonischer und ein Percheron-Schlag herausgebildet.